# Verbascum decalvans
Verbascum decalvans är en flenörtsväxtart som beskrevs av Borb.. Verbascum decalvans ingår i släktet kungsljus, och familjen flenörtsväxter. Inga underarter finns listade i Catalogue of Life.